# St. Charles Village (Princes Town)
St. Charles Village es una villa de Trinidad y Tobago, que forma parte de la región de Princes Town.

## Geografía
La villa abarca parte de la isla Trinidad y limita al norte con Cedar Hill, al sur y este con Borde Narve y al oeste con Jordan Village.

## Demografía
Datos demográficos de la villa de St. Charles Village:
| Gráfica de evolución demográfica de St. Charles Village entre 2000 y 2011 |
|                                                                           |